# 破處
《破處》是一部於2020年上映的台灣電影，為林立書執導的第二部劇情長片，電影於2020年6月27日在台北電影節國際新導演競賽單元中舉行首映。

## 劇情
神器與阿烈是高中好友，阿烈為了幫助滿18歲的神器破處，找上了神祕的大姐姐萬德蓮；沒想到萬德蓮在汽車旅館吸食過量毒品後暴斃身亡，不知該怎麼辦的兩人開起直播，以一起環島之名，騙來開廂型車的西施一同協助棄屍，三人外加屍體便在公路上奔馳，遇上各種鳥事，神器與阿烈這才明白，成長可不是破個處這麼簡單。

## 演員
- 楊懿軒 - 神器
- 吳肇軒 - 陳祖烈
- 郭文頤 - 西施
- 曾珮瑜 - 萬德蓮
- 睦媄 - 蕉蕉(神器的女友)
- 納豆 - 店員
- 竇智孔 - 汽車旅館員工
- 黃鐙輝 - 警察
- 馬念先 - 敞篷車主
- 李千那 - 陳祖烈的台灣小媽

## 製作與發行
2016年，林立書開始籌備他的第二部長片，編劇由他與蔡宗翰共同執筆，電影計畫獲得文化部長片輔導金1000萬元；本片因為屍體題材與演員尺度要求過大，初期找不到適合的演員而不斷延拍。後來吳肇軒與楊懿軒加入劇組，電影於2018年5月1日正式開拍。
電影於2020年6月27日在台北電影節舉行首映，並於同年7月3日在台灣上映，首週末以新台幣537萬元獲得全台週末票房冠軍。
| 上一届： 《½的魔法》        | 2020年台北週末票房冠軍 第27週 | 下一届： 《角落小夥伴電影版：魔法繪本裡的新朋友》 |
| 上一届： 《72小時前哨救援》 | 2020年台灣週末票房冠軍 第27週 | 下一届： 《角落小夥伴電影版：魔法繪本裡的新朋友》 |

《破處》為第17屆香港亞洲電影節「怡情」單元參展電影之一，原放映兩場，後加開至四場。此片被評為III級影片，即只准18歲或以上人士入場觀看。

## 獎項
| 影展       | 獎項                         | 受獎者   | 階段/結果 |
| ---------- | ---------------------------- | -------- | --------- |
| 台北電影節 | 國際新導演競賽單元最佳影片   | 《破處》 | 提名      |
| 台北電影節 | 國際新導演競賽單元觀眾票選獎 | 《破處》 | 獲獎      |

## 外部連結
- 互联网电影数据库（IMDb）上《破處》的资料（英文）
- Yahoo奇摩電影上《破處》的資料（繁體中文）
- 開眼電影網上《破處》的資料（繁體中文）